# Liege & Lief
Liege & Lief är den brittiska musikgruppen Fairport Conventions fjärde album, utgivet i december 1969. Skivan anses stilbildande inom brittisk folkrock och utsågs av lyssnare hos BBC Radio 2 2007 till "The most important folk album of all time".
Liege & Lief skapades efter att gruppen drabbats av en tragedi när både dåvarande trummisen Martin Lamble och gitarristen Richard Thompsons flickvän dött i en bilolycka på väg hem från en konsert. Repetitionerna för albumet ägde rum på en gård utanför Winchester, Hampshire. Nya i bandet var fiolspelaren Dave Swarbrick, som var en stor stjärna inom folkmusikkretsar, och Lambles ersättare Dave Mattacks.
På albumet kombineras traditionella sånger med nyskrivet material i samma anda. Medeltidsballaden "Matty Groves" spelas fortfarande av gruppen, liksom Thompsons och Swarbrick "Crazy Man Michael". 

## Låtlista
1. "Come All Ye" (Denny/Hutchings) - 5:01
2. "Reynardine" (trad) - 4:34
3. "Matty Groves" (trad) - 8:10
4. "Farewell, Farewell" (Thompson) - 2:39
5. "The Deserter" (trad) - 4:24
6. "Medley: The Lark in the Morning/Rakish Paddy/Foxhunters' Jig/Toss the Feathers" (trad) - 4:08
7. "Tam Lin" (trad) - 7:13
8. "Crazy Man Michael" (Thompson/Swarbrick) - 4:38

## Medverkande på albumet
- Sandy Denny, sång
- Ashley Hutchings, bas
- Dave Mattacks, trummor
- Simon Nicol, gitarr
- Dave Swarbrick, fiol
- Richard Thompson, gitarr
- Joe Boyd, producent